# タタール語版ウィキペディア
タタール語版ウィキペディア（タタールごばんウィキペディア、タタール語: Татар Википедиясе）は、オンライン百科事典「ウィキペディア」のタタール語版である。

## 歴史
- 2003年9月15日 タタール語版ウィキペディアが開始

## 記事数
- 2020年6月10日、10万項目を突破する。
- 2020年10月30日、20万項目を突破する。
- 2021年7月31日、30万項目を突破する。
- 2022年2月1日、40万項目を突破する。